# Ingrid Lorvik
Ingrid Lorvik (21 de febrero de 1986) es una deportista noruega que compite en triatlón y ciclismo. Ganó una medalla de plata en el Campeonato Mundial de Triatlón de Invierno de 2023.

## Palmarés internacional
| Campeonato Mundial | Campeonato Mundial   | Campeonato Mundial | Campeonato Mundial |
| Año                | Lugar                | Medalla            | Prueba             |
| ------------------ | -------------------- | ------------------ | ------------------ |
| 2023               | Skeikampen (Noruega) | Medalla de plata   | Individual         |